# Isoglossa punctata
Isoglossa punctata là một loài thực vật có hoa trong họ Ô rô. Loài này được (Vahl) Brummitt & J.R.I. Wood mô tả khoa học đầu tiên năm 1983.